# 帝汶缺口條約
帝汶缺口條約，為澳洲與印尼於1989年簽訂的一項邊界及資源開發條約，旨在商定澳洲、印尼兩國位於帝汶海的邊界及海上油氣開發安排。該條約於1989年11月11日由澳洲外長埃文斯及印尼外長阿里·阿拉塔斯簽訂，至1991年2月9日生效。
由於此條約是在印尼強佔東帝汶期間簽訂，其效力備受爭議。因此，《帝汶缺口條約》已於2002年東帝汶正式獨立時，由名為《帝汶海條約》的平等新約取代。

## 背景
為開發帝汶海溝龐大的油氣資源，澳洲自1970年代起與印尼、葡屬帝汶開始就帝汶海邊界進行磋商，並於1972年與印尼完成劃界 。然而，直至1975年東帝汶獨立前，與當地政府的勘界談判仍未達成共識。
而在東帝汶短暫獨立後九天，印尼隨即於同年12月7日入侵當地，強行建立不受國際承認之東帝汶省（下稱「印佔區」）。澳洲政府最初對此亦不予承認，但自1979年起改為認許印佔區主權，並對上述未定海界再次展開談判。

## 歷史

### 訂立過程
在就帝汶海未定界談判時，澳、印之間出現分歧：澳洲方面援引《1958年大陸架公約》，指出因帝汶缺口為澳洲大陸架之邊緣，應以該處為兩國海界；而印尼則根據《聯合國海洋法公約》，指出應以印佔區海岸對出200浬為界。
為暫時解決海界爭議，雙方轉而根據《聯合國海洋法公約》第83條達成臨時協議，並於1985年同意於帝汶缺口劃定「合作區」，以聯合開發當地油氣資源。三年後，雙方外長於東帝汶印佔區上空巡視期間，正式簽訂《帝汶缺口條約》，作為上述的協定。至1991年2月9日，條約正式生效。

### 修訂與廢止
在1999年，東帝汶通過公投脫離印尼獨立。不久後，當地隨即爆發暴亂，因此東帝汶主權暫時轉移至联合国东帝汶过渡行政当局。而在託管期間，過渡當局獲授權替代印尼政府，作為此條約的履行方 ，並與澳洲政府於2001年7月5日簽訂備忘錄，在帝汶缺口建立「聯合石油開發區」；同時，澳洲亦通過《2000年帝汶缺口條約（過渡安排）法》，以作出相應修訂 。
直到2002年5月20日，隨著東帝汶再次取得獨立，新政府再與澳洲簽訂《帝汶海條約》。至此，澳印間的《帝汶缺口條約》正式被取代，由生效到廢止僅有11年。

## 內容

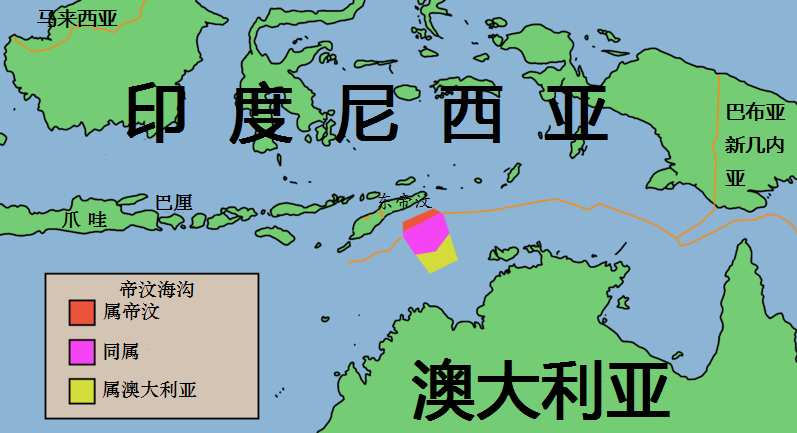
《帝汶缺口條約》中劃定的海域分區，C、A及B區分別以橙、粉紅及黃色表示

此條約雖然未劃定當時澳、印兩國位於帝汶缺口的永久海界，但對油氣資源開發作出以下安排：
- 帝汶缺口劃分為A、B及C區，當中A區水域為共同開發區，另分別位於南、北部的B及C區分別由澳洲及印尼管轄；
- 三個區域的開發年限均為40年；
- B及C區管轄方須從油氣開發收入中，各自對分10%[17]；
- 雙方得建立聯合管理機構及屬下的部長會議，以管理共同開發水域[3]。

## 爭議
在條約1991年生效時，作為東帝汶原宗主國的葡萄牙隨即入稟國際法院，要求裁定澳洲在此條約上侵犯東帝汶人民自決權，且同時侵犯葡國主權。然而，由於印尼亦為締約國之一，而法庭須先考慮該國入侵東帝汶是否合法，才能作出判決，國際法院於四年後裁定葡國敗訴。

## 註解
1. ↑  當時雖為印尼實控地區，但國際普遍仍視之為葡萄牙屬土。
2. ↑  全稱：《澳洲和印度尼西亞共和國關於東帝汶省與澳洲北部間區域合作條約》 
3. ↑  即後來的東帝汶